# Chuck Couch
Chuck Couch (20 mai 1909 - 23 décembre 1987, Los Angeles, Californie) est un scénariste américain ayant principalement travaillé pour les studios Disney
Il a travaillé sur de nombreux adaptations de scénarios pour les Silly Symphonies.

## Filmographie
- 1931 : En plein boulot
- 1931 : The Cat's Nightmare
- 1931 : Mélodies égyptiennes
- 1931 : The Clock Store
- 1931 : The Spider and the Fly
- 1931 : The Fox Hunt
- 1931 : Le Vilain Petit Canard
- 1932 : The Bird Store
- 1932 : Rien qu'un chien
- 1932 : The Bears and the Bees
- 1932 : L'Atelier du Père Noël
- 1933 : Birds in the Spring
- 1933 : L'Arche de Noé
- 1937 : Le Petit Indien
- 1937 : Nettoyeurs de pendules
- 1937 : Le Vieux Moulin
- 1938 : L'Ange gardien de Donald
- 1942 : Bambi, développement du scénario
- 1980 : Mickey Mouse Disco